# 芒回水库
芒回水库是云南省沧源佤族自治县在建的一座中型水库，位于勐角傣族彝族拉祜族乡勐卡村，距沧源县城50公里。水库径流区属于怒江流域三级支流勐卡河中游，灌区分布于南滚河右岸和小黑河两岸，涉及班洪乡和芒卡镇两个乡镇。总库容1944.86万立方米，可解决5.48万亩灌面的灌溉用水及水库下游3.11万人及6.68万头牲畜的饮水问题。

## 资料来源
1. ↑  . ynzhongnan.com. 云南中南水利工程有限公司. 2017-01-09  [2017-12-15]. （原始内容存档于2018-08-21）.
2. ↑  李进强. . www.lincangnews.cn. 临沧日报. 2016-11-25  [2017-12-15].[]